# Michel Fleischel
Le lieutenant Michel Fleischel est un aviateur français durant la Seconde Guerre mondiale, né à Courbevoie le 21 juin 1919 et abattu en vol le 14 février 1945.

## Biographie
Fils de l'ingénieur Gaston Fleischel et élève de l'École militaire de l'air en 1939, il est fait prisonnier en 1940. Après avoir réussi à s'évader, il rejoint la Grande-Bretagne et est admis dans la Royal Air Force. Passé Lieutenant, il effectue de nombreuses missions au sein du groupe de chasse 2/2 dit le groupe "Berry". En dénomination anglaise, il s'agit du Squadron 345. Sur le fanion est dessiné une cigogne en plein vol, reprenant les traditions de la SPA 103. Son unité est basée en février 1945 à Shijndel aux Pays-Bas à 20 km au nord d'Eindhoven et à 40 km au sud-ouest d'Arnehm (célèbre pour sa bataille d'Arnehm en septembre 1944). Elle dépend de la Second Tactical Air Force. Ces camarades et lui volent à cette époque sur des Spitfire IX E pour des missions d'appui tactique au sol en tant que chasseurs bombardiers plus qu'en chasse pure. 
Il est abattu en vol par la DCA allemande en février 1945 alors qu'il est en mission de reconnaissance armée au-dessus de Duisbourg en Allemagne, à 100 km environ à l'est de sa base.

## Distinction et mémoire
Le Lieutenant Michel Fleischel a été cité deux fois à l'ordre de l'armée.
A titre mémoriel, le nom de Michel Fleischel a été choisi comme parrain de la promotion 1983 de l'École de l'air.